# Горлицы
Это статья о роде Streptopelia, горлицами называют и представителей некоторых других родов голубиных.
Го́рлицы, или го́рлинки (лат. Streptopelia, от др.-греч. στρεπτο- +πέλεια «голубь с ожерельем») — род птиц семейства голубиных.
Мелкие и средних размеров голуби с длиной тела до 30 см и массой 100—150 граммов. Строят открытые плоские гнёзда на деревьях, в населённых пунктах — на карнизах зданий.
Виды рода распространены в Евразии и Африке. Некоторые виды охотно селятся в городах, сёлах, парках и садах. Для малой горлицы населённые пункты являются практически единственным местообитанием. Кольчатая горлица, начиная с 1930-х годов, расселилась из Передней Азии и Балкан по всей Европе и Центральной Азии, и продолжает расширять свой ареал, при этом она также предпочитает для заселения антропогенный ландшафт.
Малая горлица интродуцирована человеком в Австралии, пятнистая — в Австралии, Новой Зеландии, на Гавайях, в Калифорнии, на Маврикии и Реюньоне.
Смеющаяся горлица разводится как клеточная птица, в природе не известна. Иногда считается не самостоятельным видом, а одомашненной формой дикой смеющейся горлицы.
В России распространены пять видов горлиц: кольчатая, короткохвостая, обыкновенная, большая и малая.

## Виды
По данным базы Международного союза орнитологов в составе рода выделяют 15 видов:
- Streptopelia turtur (Linnaeus, 1758) — Обыкновенная горлица
- Streptopelia lugens (Rüppell, 1837) — Тёмная горлица
- Streptopelia hypopyrrha (Reichenow, 1910) — Андаманская горлица
- Streptopelia orientalis (Latham, 1790) — Большая горлица
- Streptopelia bitorquata (Temminck, 1809) — Двукольчатая горлица
- Streptopelia dusumieri (Temminck, 1823)
- Streptopelia decaocto (Frivaldszky, 1838) — Кольчатая горлица
- Streptopelia xanthocycla (Newman, TH, 1906)
- Streptopelia roseogrisea (Sundevall, 1857) — Дикая смеющаяся горлица
- Streptopelia reichenowi (Erlanger, 1901) — Серебристокрылая горлица
- Streptopelia decipiens (Hartlaub & Finsch, 1870) — Африканская горлица
- Streptopelia semitorquata (Rüppell, 1837) — Красноглазая горлица
- Streptopelia capicola (Sundevall, 1857) — Южноафриканская горлица
- Streptopelia vinacea (Gmelin, JF, 1789) — Винная горлица
- Streptopelia tranquebarica (Hermann, 1804) — Короткохвостая горлица

В 2001 году на основании анализа ДНК из состава рода Streptopelia было предложено выделить роды Stigmatopelia и Nesoenas, в которые, в частности, входят следующие виды, ранее относимые к роду горлиц:
- Nesoenas mayeri — Розовый голубь
- Nesoenas picturatus — Мадагаскарская горлица
- Spilopelia chinensis — Пятнистая горлица
- Spilopelia senegalensis — Малая горлица

Иногда подвид дикой смеющейся горлицы выделяют в отдельный вид Streptopelia risoria — смеющаяся горлица.

## Иллюстрации

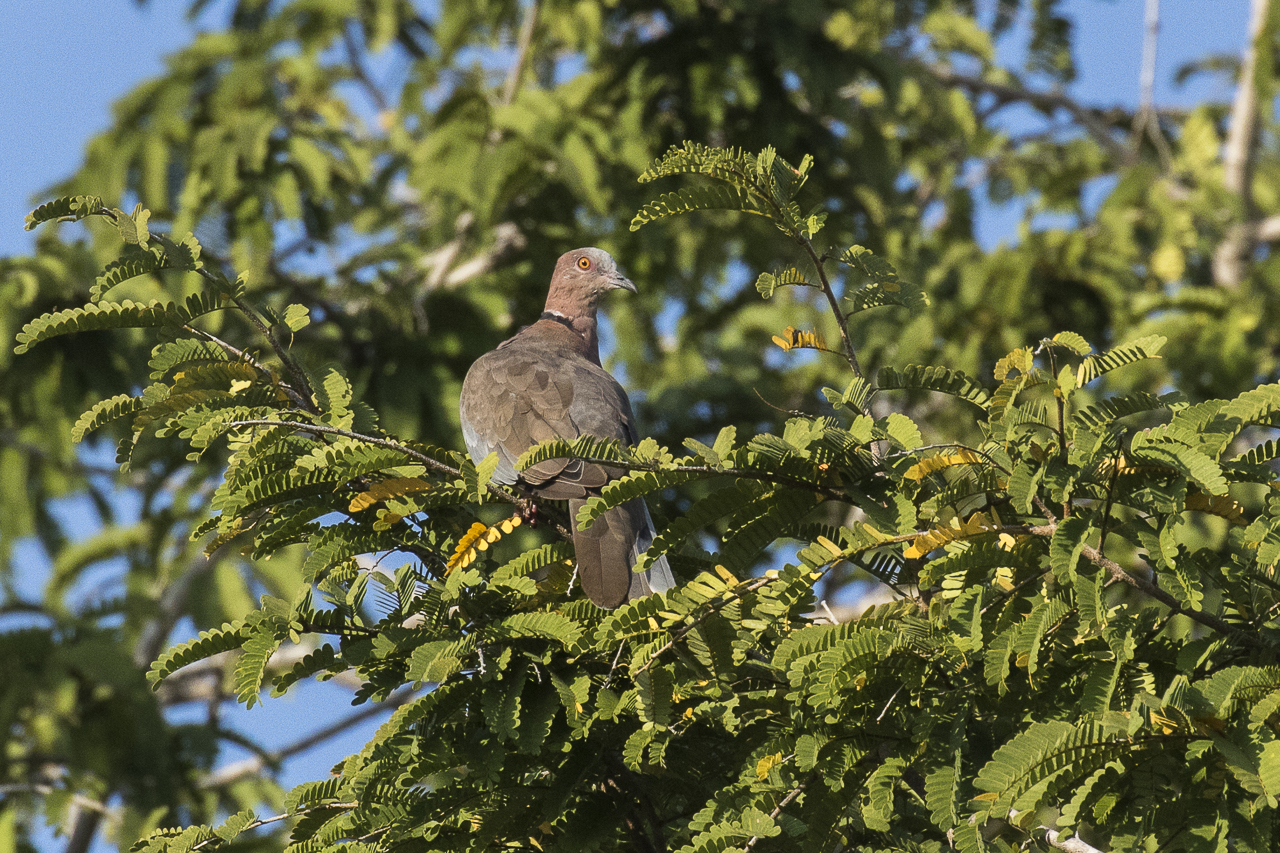
Двукольчатая горлица обитает в Индонезии, Малайзии, на Филиппинах
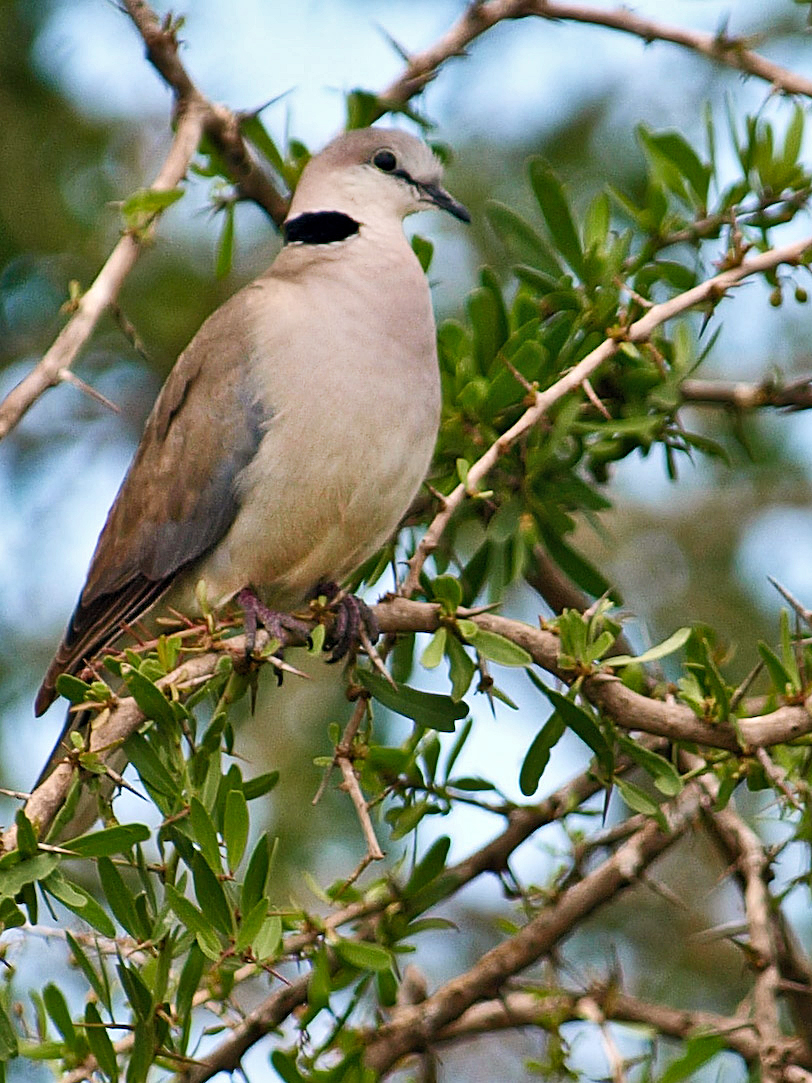
Южноафриканская горлица распространена в Африке южнее Сахары
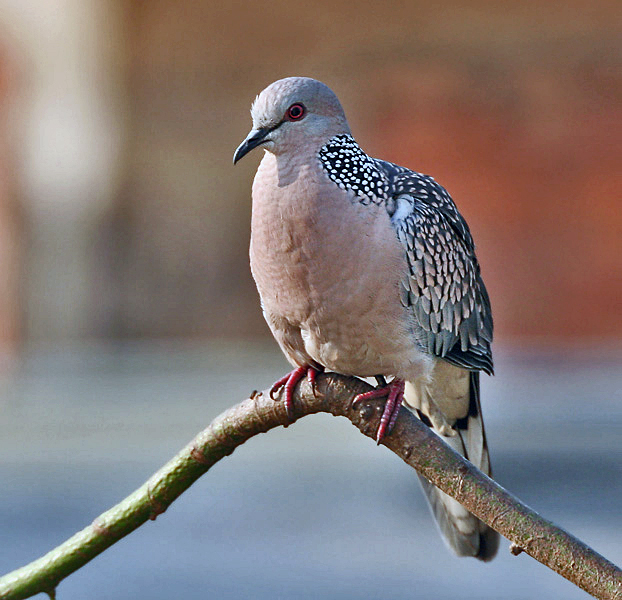
Пятнистая горлица населяет Южную и Юго-Восточную Азию
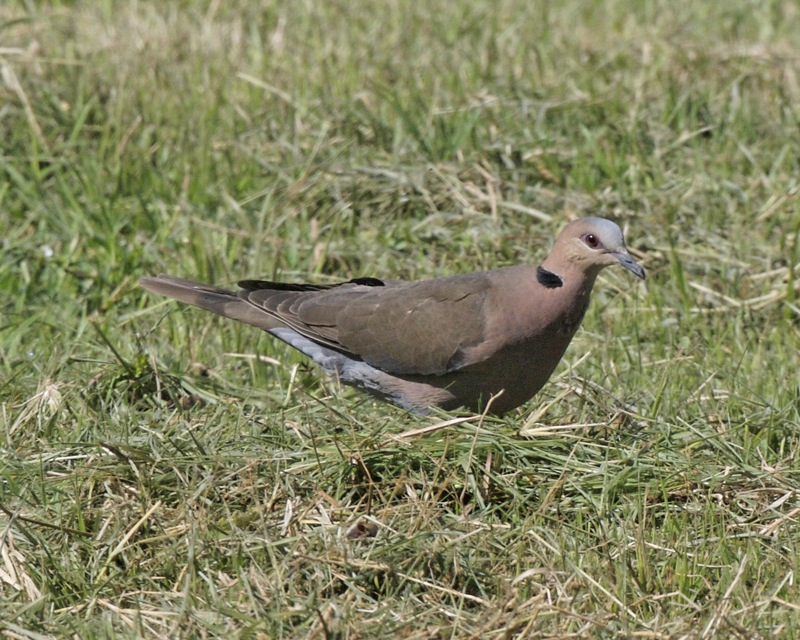
Африканская горлица распространена в Африке южнее Сахары
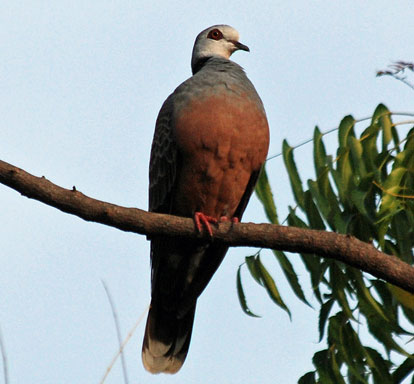
Streptopelia hypopyrrha населяет Камерун, Чад, Гамбию, Нигерию и Сенегал
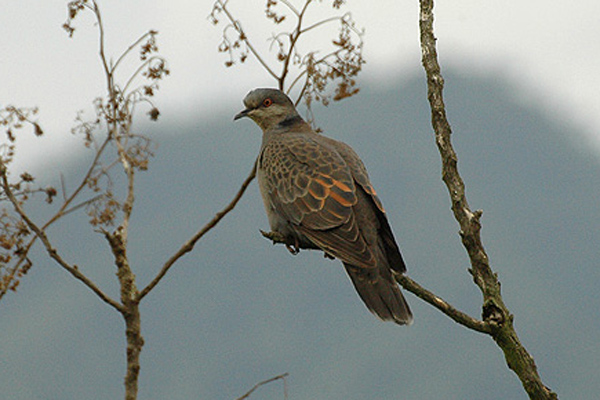
Тёмная горлица населяет Центральную и Восточную Африку, Аравийский полуостров
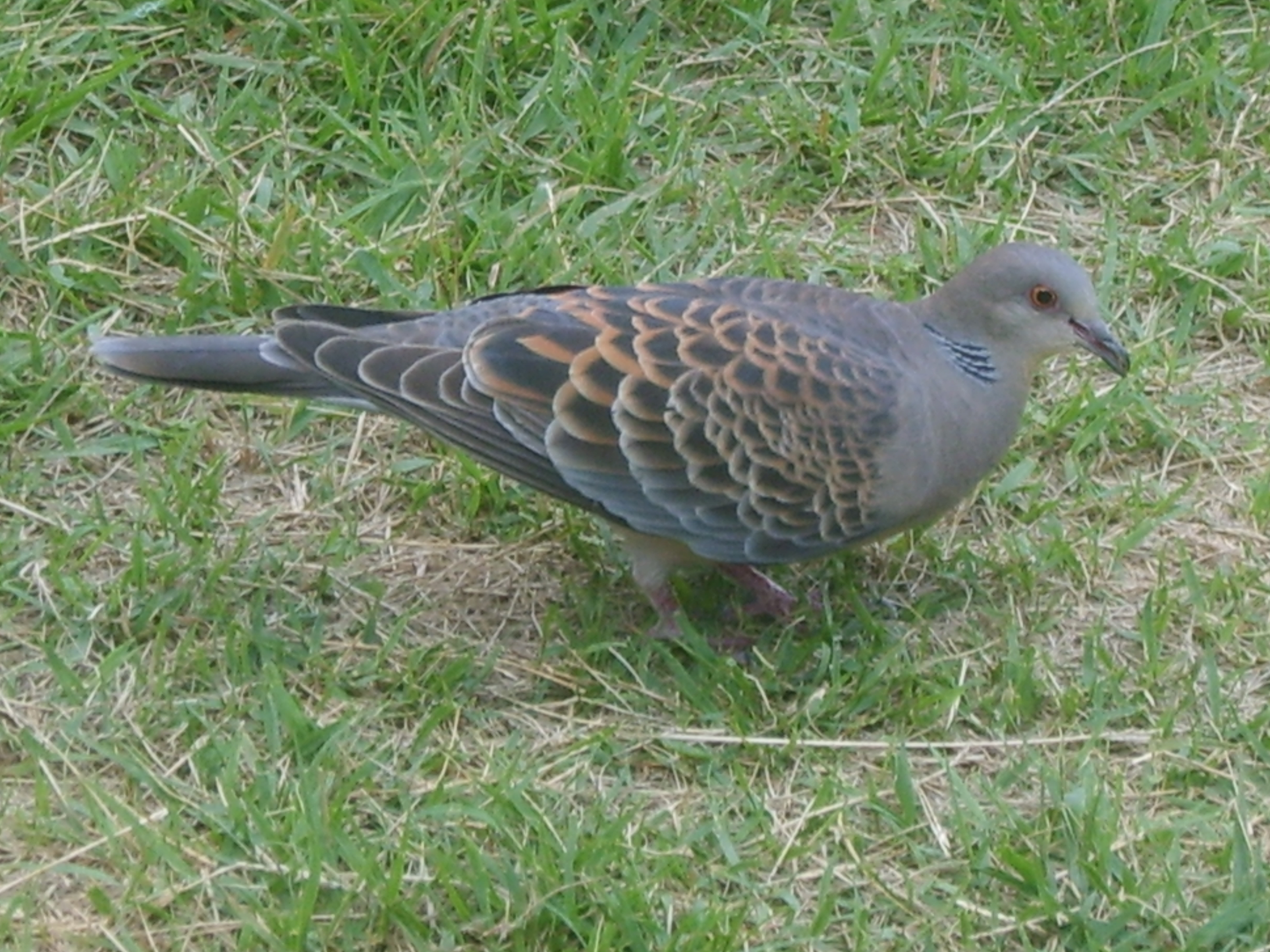
Большая горлица
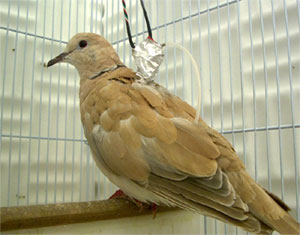
Смеющаяся горлица используется в лабораторных целях
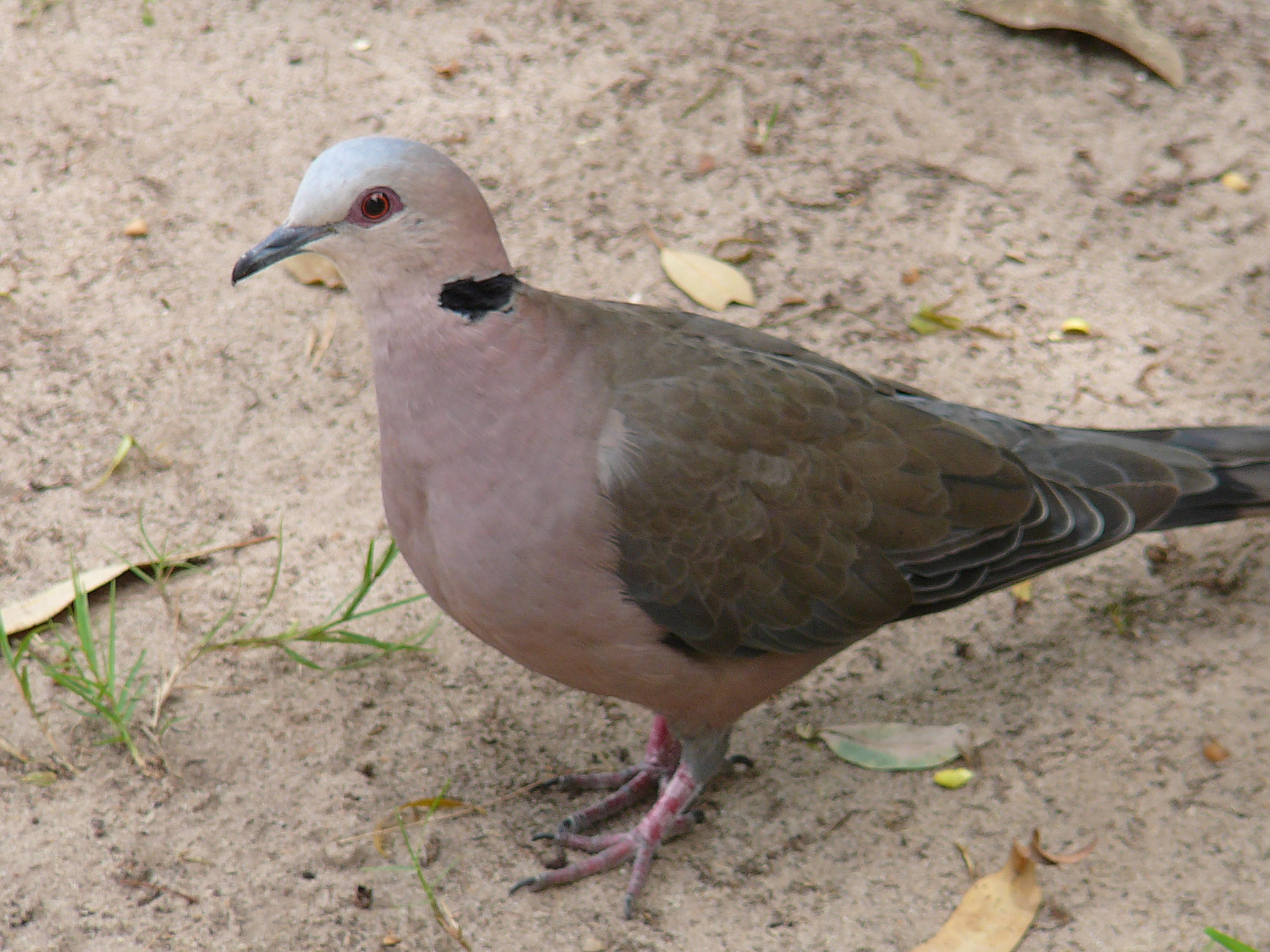
Красноглазая горлица населяет Африку южнее Сахары и Аравийский полуостров
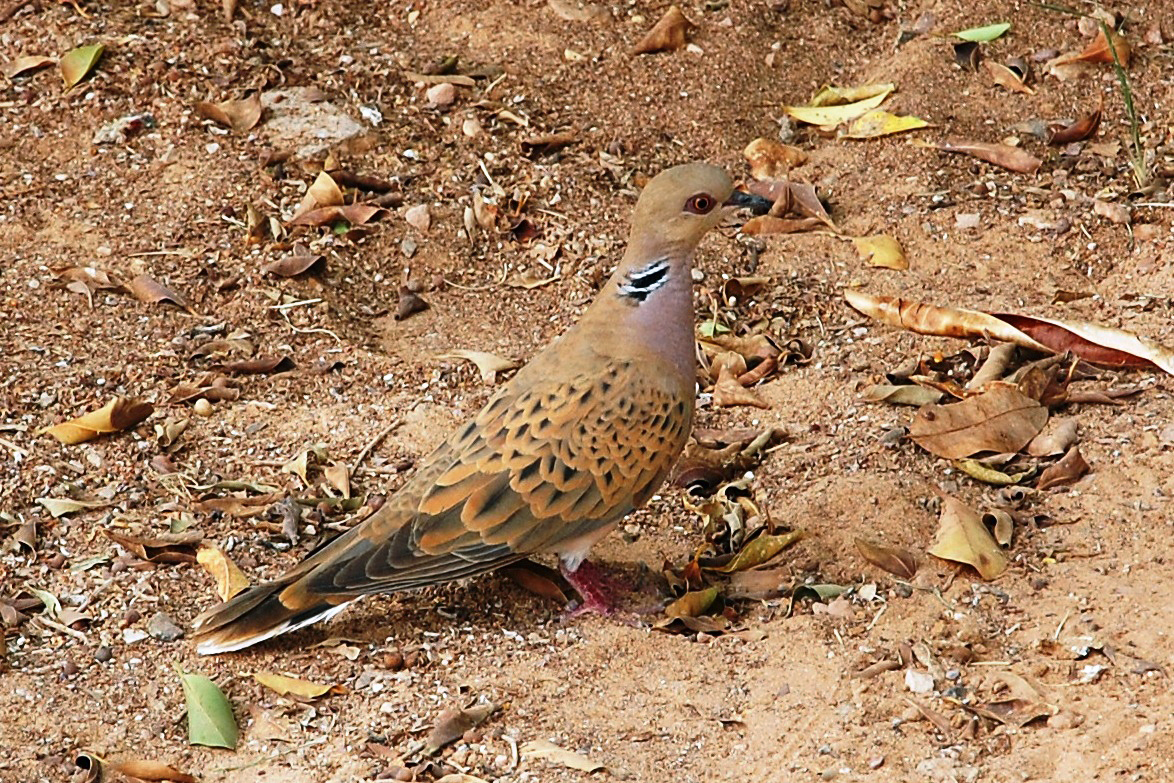
Обыкновенная горлица
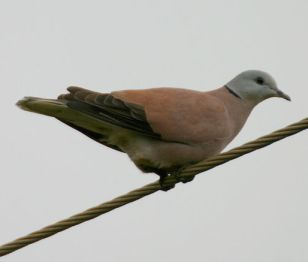
Короткохвостая горлица распространена в Южной, Юго-Восточной Азии и Дальнем Востоке
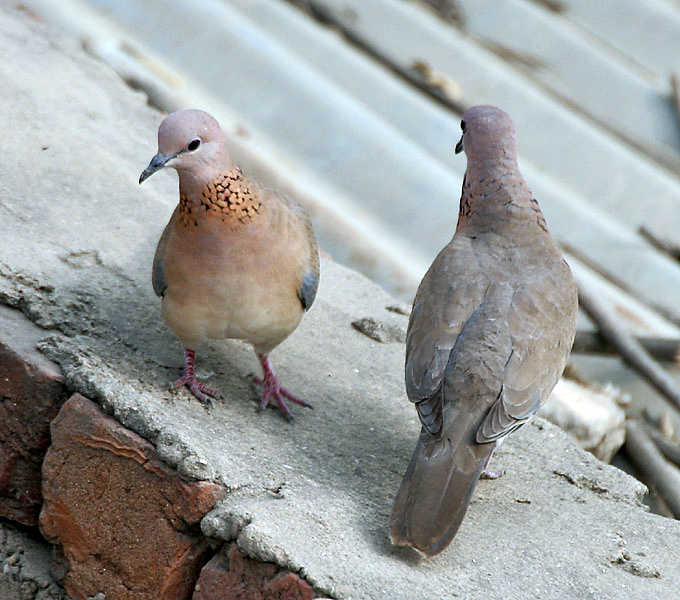
Малая горлица
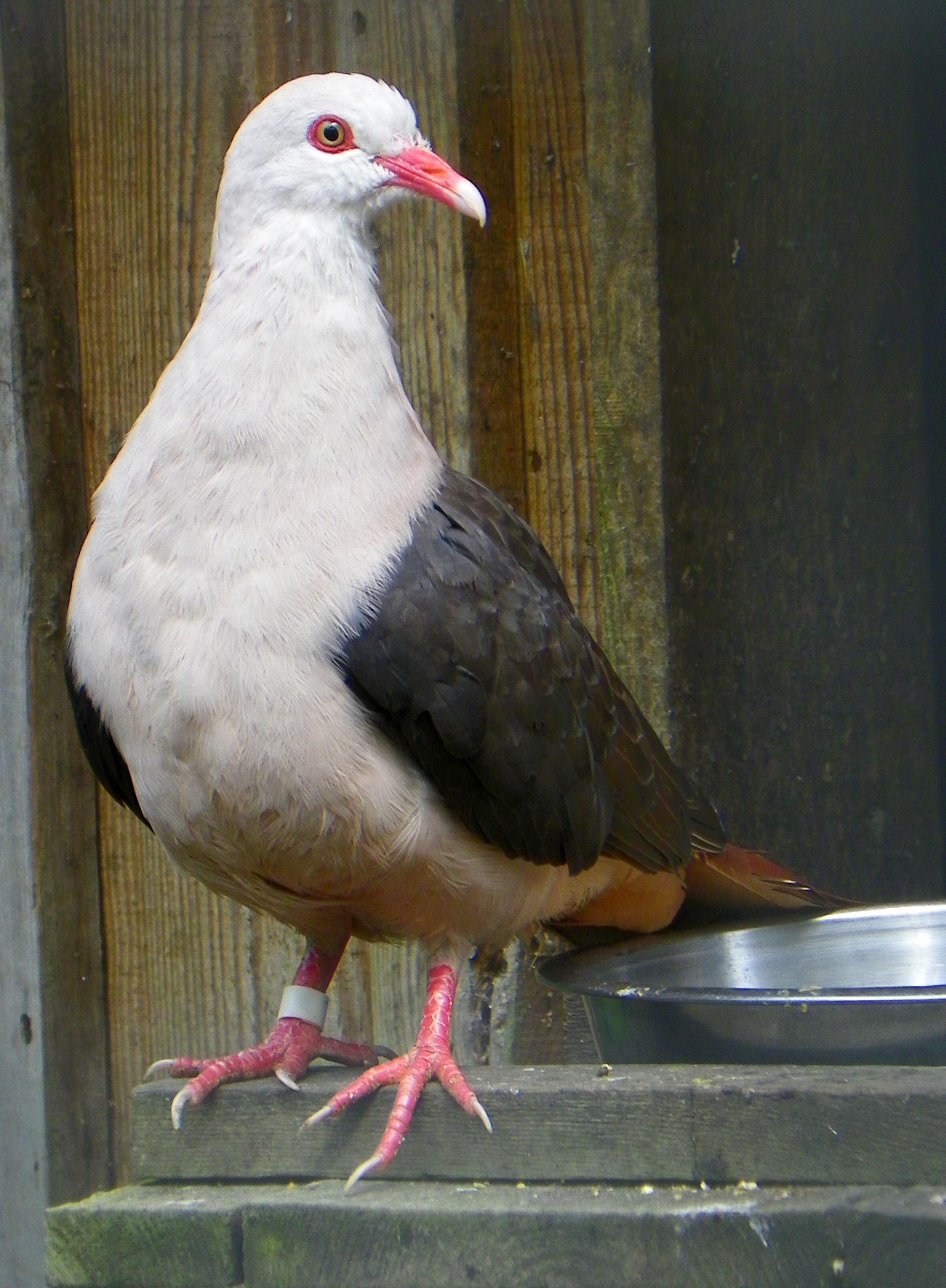
Streptopelia mayeri (Nesoenas mayeri) — эндемик Маврикия
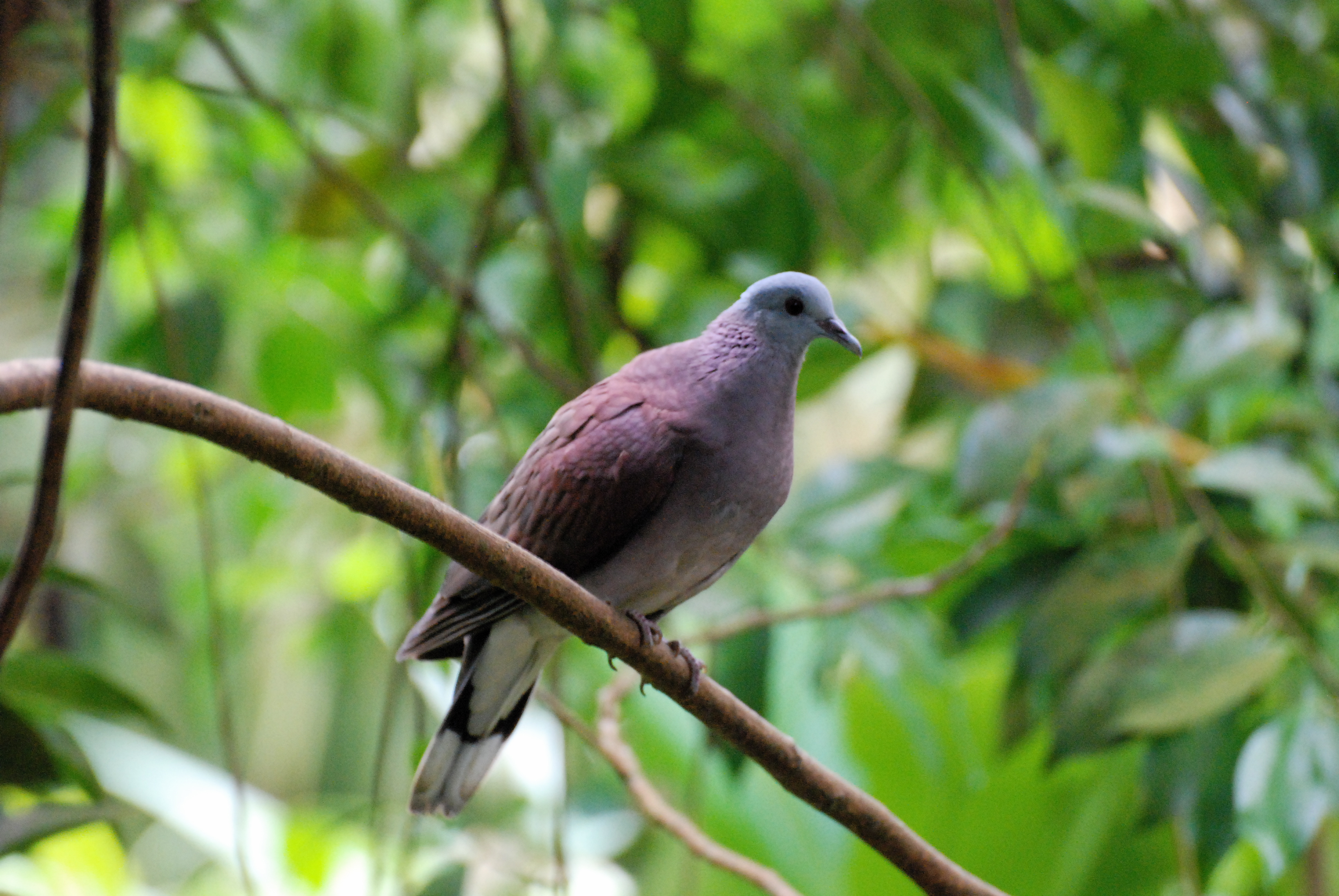
Мадагаскарская горлица обитает на Мадагаскаре, Коморах, Сейшелах, Реюньоне и Маврикии

## Интересные факты
- Сто украинских карбованцев 1918 года работы Г. Нарбута «в народе» называли «горлинки» из-за рисунка орнамента.[9]